# 楊金鎧
楊金鎧（1863年—1944年），字茀庭，金墩乡上曲江村人。清朝政治人物、進士出身。
光緒十六年，登進士，同年五月，著主事，分部学习。后歷任四川綿州直隸州知州、順慶府知府。中華民國后，擔任永昌府知府，修撰《鶴慶縣誌》。